# Región de Tonkpi
Tonkpi es una de las treinta y una regiones de Costa de Marfil. En mayo de 2014 tenía una población censada de 992 564 habitantes. Está formada por los siguientes departamentos, que se muestran igualmente con población de mayo de 2014:
- Biankouma 154,300
- Danané 267,148
- Man 334,166
- Sipilou 41,868
- Zouan-Hounien 195,082[1]